# Sint-Stefanuskerk (Negenmanneke)

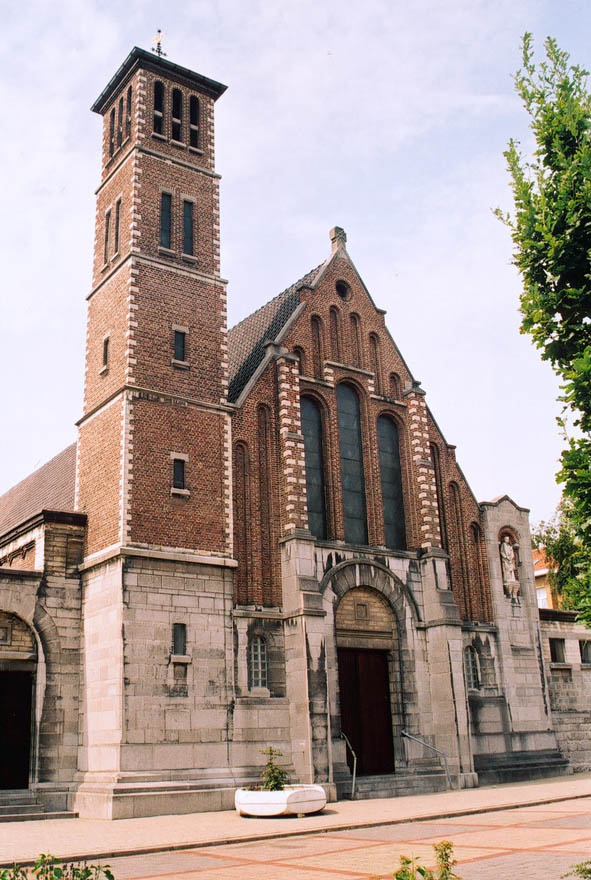
Sint-Stefanuskerk

De Sint-Stefanuskerk is de parochiekerk van de tot de Vlaams-Brabantse gemeente Sint-Pieters-Leeuw behorende plaats Negenmanneke, gelegen aan het Weerstandsplein.

## Geschiedenis
Negenmanneke zag in de loop van de 20e eeuw de bevolking sterk toenemen door de onmiddellijke nabijheid van de Brusselse agglomeratie. In 1930 werd een kapelanie gesticht die afhankelijk was van de Sint-Lutgardisparochie te Zuun maar in 1935 al een zelfstandige parochie werd.
In 1938 begon men met de bouw van een neoromaans kerkgebouw, naar ontwerp van Leo Vendelmans die tevens de eerste pastoor werd.

## Gebouw
Het betreft een naar het westen georiënteerd driebeukig kerkgebouw met naastgelegen toren. De kerk heeft een halfcirkelvormige apsis. De kerk is gebouwd in baksteen met blauwe hardsteen voor de onderbouw, Zandsteen werd gebruikt voor de hoekkettingen en andere sierelementen. De toren heeft vijf geledingen.

## Interieur
De kunstwerken (glas-in-loodramen en muurschilderingen) zijn 20e-eeuws. Een eikenhouten Sint-Stefanusbeeld is uit de 2e helft van de 19e eeuw.